# Gianbattista Bardelloni
Giambattista Bardelloni (Botticino Sera, 27 marzo 1964) è un ex ciclista su strada italiano, professionista dal 1986 al 1990.

## Carriera
Dopo essersi messo in luce nelle categorie dilettantistiche, passò professionista nel 1986 con la maglia dell'Atala-Ofmega. Gareggiò nella massima serie dal 1986 al 1989, ma non ottenne alcuna vittoria; i suoi piazzamenti più importanti furono il secondo posto alla Milano-Vignola 1988 e al Gran Premio Industria e Artigianato 1989.

## Palmarès
- 1982 (dilettanti)

Coppa d'Inverno
Circuito Valle del Liri
- 1983 (dilettanti)

Gran Premio Agostano
Gran Premio San Gottardo
- 1984 (dilettanti)

Gran Premio San Gottardo
6ª tappa Giro della Valle d'Aosta (Cirié > Aosta)
- 1985 (dilettanti)

Giro delle Tre Provincie - Limito di Pioltello
Milano-Busseto - Trofeo Auro Boeri
2ª tappa Giro della Valsesia (Quarona > Maggiora)
6ª tappa Giro della Valle d'Aosta (Fénis > Aosta)

### Altri successi
- 1985 (dilettanti)

Prologo Giro della Valle d'Aosta (Saint-Vincent, cronosquadre)